# Leoncio Gianello
Leoncio Gianello (Gualeguay, 12 de septiembre de 1908 - Santa Fe, 21 de junio de 1993) fue un abogado e historiador argentino, especializado en la historia de la provincia de Santa Fe.
Se doctoró en jurisprudencia en la Universidad Nacional del Litoral, en la que fue también profesor de Historia Moderna desde el año 1950. Fue profesor en distintas instituciones educativas de nivel secundario. Entre 1937 y 1942 fue diputado provincial en la provincia de Santa Fe, en la que se había radicado desde su juventud. Entre 1942 y 1943 fue presidente del Consejo Provincial de Educación.
Sus comienzos en la literatura estuvieron ligados a la poesía, para pasar a la historiografía a mediados de la década de 1940. Tras publicar numerosos libros y contribuciones en diarios y revistas, la Academia Nacional de la Historia lo invitó a formar parte de la Historia de la Nación Argentina. Fue presidente del Centro de Estudios Hispanoamericanos.
Estuvo exiliado algún tiempo durante la década de 1970, tiempo durante el cual dirigió el Colegio Mayor Universitario Argentino Nuestra Señora de Luján, en Madrid.
Falleció en la ciudad de Santa Fe en el año 1993; estaba casado con Encamación Gutiérrez Oliver, con quien había tenido tres hijos.

## Obra
- Delfina (1943)
- Novia y el día (1945)
- La espiga madura 1946)
- Estampas rivadavianas (1946)
- Florencio Varela (1948)
- Compendio de historia de Santa Fe (1950)
- Estampas sanmartinianas (1950)
- Historia de Entre Ríos (1951)
- Historia de las instituciones políticas y sociales argentinas (1952)
- Diccionario Histórico Argentino (con Ricardo Piccirilli y Francisco L. Romay, 1953)
- Estanislao López (1955)
- José de San Martín (1956)
- Almirante Guillermo Brown (1957)
- Historia argentina; artes, letras, ciencias, economía (1958)
- Los pueblos del litoral y la Revolución de Mayo (1960)
- Biografías navales (con Ricardo Piccirilli, 1963)
- Historia del Congreso de Tucumán (1966)
- Historia de Santa Fe (1978)
- Dos ensayos: Vico - Croce (1984)
- Belgrano y otros ensayos (1988)
- Estampas del brigadier (1990)
- Doce ensayos (1992)